# 2. bersaljerski polk (Italija)
2. bersaljerski polk (izvirno italijansko 2º Reggimento di Bersaglieri) je bil bersaljerski polk (Kraljeve sardinske in Kraljeve) Italijanske kopenske vojske.

## Zgodovina
Med drugo svetovno vojno je bil polk aktiven v Grčiji.